# دهاقان
دهاقان مرکز شهرستان دهاقان در استان اصفهان است که در فاصله ۹۶ کیلومتری جنوب غربی شهر اصفهان در دامنه شرقی کوه‌های زاگرس واقع شده است. دهاقان در سال ۱۳۴۵ شهرداری گرفته است.

## وجه تسمیه
در وجه تسمیه دهاقان (طاقون) اختلاف نظرهایی وجود دارد
1. دهاقان عربی شده «دهاگان» است. دهاگان از دهگان به معنی محاسب و دهدار مشتق شده است. بر واژه دهگان الف تحسین افزوده شده و به دهاگان بدل گردیده که عربی شده آن دهاقان است.[۴]
2. دهاقان از «دهاق» به معنی آب بسیار و جام پر و لبریز مشتق شده است،[۵] «ان» که پیوند مکان است به این واژه اضافه شده و به معنای مکان پرآب است.[۶]
3. دهاقان از دهاقانان (جمع دهاقان) که به معنای ده‌نشین -در مورد هر ایرانی اعم از شهری و روستایی و مالک به کار می‌رفته- گرفته شده است. در فرهنگ آبادی‌ها و مکان‌های مذهبی کشور نیز در مورد دهاقان واژه دهقان به کار رفته است.[۶] بنابر قولی دهاقان به‌وسیله دهقانی به نام روزبه پایه‌گذاری شده که پیرو مذهب زرتشت بوده است. به‌دلیل مدنیت طبیعی و وجود چشمه‌های زیاد، جمعیت زیادی به این ناحیه روی آورده‌اند. اکنون خرابه‌های قلعه‌ای به نام قلعه گَبری در یک کیلومتری دهاقان قرار دارد. قلعه‌ای که توسط دهگانان زمان ساسانی به وجود آمد بعد از اسلام به دهقان‌آباد و بعداً به دهقانان تبدیل گشته است.[۷]
4. دهاقان در اصل از ده + آقایان گرفته شده: «ده آقایان»؛ و به تدریج مخفف و به صورت دهاقان تلفظ گردیده است. طرفداران این نظر معتقدند گروه اولیه ای که در این محل ساکن شده‌اند از سادات بوده‌اند که به آنان «آقایان» اطلاق می‌شده و به محل سکونت آنان «ده آقایان» می‌گفته‌اند.[۶]
5. دهاقان برگرفته از واژه طاقان است که هنوز هم در همان منطقه به این شهر تاقان یا تاقون گفته می‌شود. (طاقان را به دلیل سبک معماری ساختمان‌های کهن آن شهر در عهد ساسانی بر روی این شهر گذاردند)
6. در نقشه‌های جغرافیایی گاهی به اصطلاحات ده‌آخوند و طاغون نیز برمی‌خوریم.[۷]

چون در زبان‌شناسی گفتار بر نوشتار پیشی دارد تاقون به چم شهر پر از تاق و چشمه درست‌تر به نگر می‌رسد.
طاقان یا طاقون در زبان مردم بومی در اصل متضاد کلمه جفت بوده و کلمه طاق به معنای تک بودن است.

## جغرافیا

### موقعیت ریاضی
موقعیت جغرافیایی ۵۱ درجه و ۳۹ دقیقه طول جغرافیایی و ۳۱ درجه و ۵۶ عرض جغرافیایی می‌باشد. متوسط ارتفاع از سطح دریا ۲۰۵۰ متر می‌باشد که این از ۲۰۲۰ متر در محلهٔ عطاآباد تا ۲۰۹۰ متر در بلوار حجاب متغیر است.

### موقعیت نسبی
دامنه شمالی کوه قلاری، سر راه شهرضا به بروجن

### آب‌وهوا (اقلیم)
دهاقان دارای آب هوای سرد، خشک و کوهستانی با زمستانهایی سرد و تابستانهایی نسبتاً معتدل می‌باشد. متوسط درجه حرارت هوای منطقه ۱۴ درجه سانتی‌گراد است. متوسط تابش عادی مستقیم خورشید نیز ۲۳۳۰ کیلووات ساعت بر متر مربع می‌باشد.

### مخاطرات
در «آیین‌نامه طراحی ساختمان‌ها در برابر زلزله (استاندارد ۲۸۰۰ ایران)»، دهاقان جزو مناطق با خطر نسبیِ زیاد برای زلزله عنوان شده است.

## جمعیت
بر اساس سرشماری عمومی نفوس و مسکن (۱۳۹۵) جمعیت شهر دهاقان ۱۷۹۴۵ نفر می‌باشد که با نسبت جنسیِ ۱۰۴/۴، ۹۱۶۷ نفر آن را مردان و ۸۷۷۸ نفر آن را زنان در قالب ۵۷۹۰ خانوار با بُعد ۳/۱ نفر تشکیل می‌دهند.

## مردم‌شناسی
قومیت غالب مردم این شهر فارس‌زبان‌اند و به زبان فارسی لهجه محلی از گویش اصفهانی تکلم می‌کنند، و دارای لهجه‌ای نزدیک به لهجه بروجنی بوده؛ همچنین در این شهر اقلیتی از مردم قشقایی زندگی می‌کنند که به زبان ترکی قشقایی نیز صحبت می‌کنند.

## مشاهیر
- آیت‌الله شیخ محمدحسین خرد از فضلای نجف و از شاگردان آقاضیاءالدین عراقی.
- قبر شاعر بزرگ یوسف علی بیگ قشقایی متخلص به یوسف خسرو
- آیت‌الله علی محمد دهاقانی (نورشرق) از شاگردان میرزا جهانگیرخان قشقایی.
- جهانگیر‌خان قشقایی، فیلسوف، عارف و مجتهد.
- سید جعفر طباطبایی عقدایی، فقیه و مجتهد شیعی.
- جمال محمدی، از جانباختگان و فرماندهین گردان‌های جنگ ایران و عراق.
- سید قنبر سید الابابا (اولالباب)، عارف، مرد دین و سیاست، از مخالفان استبداد و کشف حجاب اجباری در زمان رضاخان، که سرانجام به طبس تبعید و در همان‌جا درگذشت.
- دکتر جلال حجازی دهاقانی، چهرهٔ ماندگار که به پدر متالورژی در ایران مشهور است.
- دکتر آرش حجازی دهاقانی، نویسنده، مترجم و ناشر.
- دکتر مجتبی هاشم‌زاده دهاقانی، استادیار فیزیک پلاسمای دانشکده فیزیک و مهندسی هسته‌ای دانشگاه صنعتی شاهرود.
- دکتر علی محمودی دهاقانی، مترجم و نویسنده
- دکتر محمدعلی سنجریان دهاقانی، پزشک نامدار، فوق تخصص در جراحی قلب و عروق و انجامگر نخستین پیوند قلب در ایران
- دکتر مهدی احمدیان دهاقانی، فوق تخصص در گوارش و کبد
- دکتر محمدرضا ابوالقاسمی دهاقانی، استادیار هوش مصنوعی و رباتیک در دانشکده مهندسی برق و کامپیوتر دانشگاه تهران
- دکتر حسین آقاحسینی دهاقانی، عضو هیئت علمی گروه زبان و ادبیات فارسی دانشگاه اصفهان
- دکتر سهراب خواجوی اولین پزشک دهاقان
- دکتر عبدالمعبود انصاری، جامعه‌شناس و مدرس
- دکتر عبدالمحمود رضوانی، مدرس و مترجم گلستان سعدی به زبان انگلیسی
- رضا بدریان، فیزیکدان هسته‌ای، نویسنده و مدرس
- ناصر مشهدی‌زاده دهاقانی، شهرساز و برنامه‌ریز شهری و نویسنده کتاب «تحلیلی از ویژگی‌های برنامه‌ریزی شهری در ایران»
- جعفر محمدزمانی، هنرمند و خوشنویس
- مصطفی خواجه دهاقانی عضو انجمن شیمی ایران

## مراکز علمی و فرهنگی
- دانشگاه آزاد اسلامی واحد دهاقان
- دانشگاه پیام نور دهاقان
- کتابخانه عمومی امام صادق علیه السلام
- کتابخانه عمومی آیت اله خرد دهاقان
- کتابخانه عمومی مسجد جامع عطاآباد
- کتابخانه عمومی آیت الله هاشمی قمبوان
- کتابخانه مدرسه علمیه خواهران الزهراء (سلام‌الله‌علیها)
- کانون فرهنگی تربیتی اندیشه
- کانون فرهنگی پارک شهرداری

## آثار باستانی
آثار و بقایای تاریخی موجود در شهر نیازمند بررسی و کاوش هستند.
- مسجد میر: براساس مطالعات میراث فرهنگی استان اصفهان قدمت آن به اواخر دوره سلجوقی و اوایل دوره ایلخانی می‌رسد. این مسجد در وسط بازار و در شمال مسجد جامع واقع است. این مسجد در حال خراب شدن است رطوبت ناشی از برف و باران عامل مهم تخریب بناست.
- مسجد جامع دهاقان (مسجد حاج میرزابابا):این بنا از بناهای اوایل دوره قاجاریه ساختمان آن دارای یک هشتی در مسیر ورودی یک حیاط کوچک و شبستانی (ستوندار) است که پوشش آن را به شیوه چهارضربی اجرا کرده‌اند شبستان با آجرهایی با ابعاد ۵*۲۰*۲۰ سانتیمتر در راستای محور قبله با سه ردیف ستون، سه تایی از جنس آجر برپا شده است. محراب مسجد دارای تزئینات مقدس و گچبری‌هایی با نقوش اسلامی است. در پشت بام این بنا یک ساعت آفتابی واقع است که کاربرد آن تشخیص ظهر و زمان اذان نمازهای ظهر و عصر بود
- خانه حسینقلی خان خطایی :این خانه در محله قلعه واقع است. حسینقلی خان خطایی حکمران یک صد سال پیش دهاقان بود این خانه با مصالحی چون خشت به عنوان مصالح اصلی و ساختاری و آجر به عنوان مصالح فرعی برپا شده است.
- مقبره سلطان محمد :این مقبره که بنایی است نوساز و از یک فضای مسقف ساده تشکیل شده است حاوی یک سنگ قبر کامل و بخش کوچکی از یک سنگ قبر است. قدمت این مقبره به سال ۷۵۵ هـ. ق بر می‌گردد. این مقبره در کنار بازار واقع است و نشان از قدمت این قسمت شهر دارد. مساحت کل بنا ۱۰۴ متر مربع است که ۴۰ متر مربع آن حیاط تشکیل می‌دهد.
- بقعه بابا شیخ حسین انصاری و بی‌بی خاتون فرزندان جابربن عبدالله انصاری
- مقبره باباعلیشاه (عارف) کنار جوی باباعلیشاه و رودخانه و در سمت شمال غربی شهرقرار گرفته است.

## وضعیت فیزیکی-کالبدی
شهر دهاقان از نظر موقعیت جغرافیایی بین چند کوه قرار دارد. کوه قلاری در جنوب، کوه برآفتاب در غرب و کوه دزجا در مرکز و شمال شهر دارای جلگه‌ای کم‌وسعت با شیب ملایمی از طرف جنوب به سمت شمال و از غرب به شرق است. بعد از انقلاب اسلامی بر اثر نوسازی و رشد دهاقان در امور عمرانی و شهرسازی، می‌توان شهر را به دو منطقه تقریباً مجزای جنوبی و شمالی تقسیم کرد که هر کدام دارای خصوصیاتی است.

دو تصویر ماهواره‌ای از محدوده شهر دهاقان و پیرامون به فاصله ۵۰ سال

تصویر سمت راست را سنجنده کرونا در ۲۵ می ۱۹۷۰ و تصویر سمت چپ را سنجنده سنتینل را ۱۳ ژوئن ۲۰۲۱ ثبت کرده است. تصویر نخست مربوط به پیش از انقلاب اسلامی ایران و زمانی است که از شهر شدن دهاقان کمتر از ۵ سال می‌گذرد و بیشتر به صورت روستای مرکزی و مرکز حوزهٔ نفوذ سکونتگاه‌های روستایی و عشایری اطراف عمل می‌نموده است. همان‌طور که پیداست شهر دهاقان گسترش فیزیکی زیادی نسبت به گذشته پیدا کرده ولی از میزان اراضی کشاورزی آن هم کم شده که حاکی از تغییر کاربری و آیش آبی می‌باشد. نه‌تنها شرق خیابان معلم بلکه حدفاصل خیابان شهیدبشارت تا بلوار انقلاب تماماً باغستان بوده، چند باغی که در جنوب تپه دزگاه در حاشیه مسیر قبلی رودخانه بوده به وضوح در تصویر نخست مشخص است. و شکل‌گیری محلات شهری جدید و جدیدتر و انتقال «بالاشهر» همانند شهر اصفهان و برخلاف اکثر شهرهای ایران در جنوب شهر و در زمین‌های مرتفع‌تری چون پایکوه کوه «قلاری» بوده است.

## محیط زیست

### اکوسیستم
بواسطه ریزش فاضلاب‌های شهری بداخل آب‌های جاری اکوسیستم این منطقه تغییر کرده است. ریزش فاضلاب‌های شهری به قنات‌های قدیمی (مانند قنات‌های حسین‌آباد و قلقله) و جوی‌های آب کشاورزی و رودخانه و جاری شدن آن در سطح وسیعی از زمین‌های کشاورزی. نتیجه: آلوده شدن زمین‌های کشاورزی و آب‌های تحت‌الارضی و تخریب باغات و خشکیدن درختان چندین ساله (گردو و گلابی و غیره) و بروز امراض صعب العلاج به واسطهٔ استفاده از آب و هوای آلوده و محصولات کشاورزی آلوده.
علاوه بر خشکسالی، حفر بی‌رویهٔ چاه‌های عمیق. نتیجه:اتلاف غیراصولی و پایین رفتن سطح منابع آب‌های زیرزمینی و خشکیدن قناتها و چشمه سارهای قدیمی (قنات لورک یا قلعه نوی، قنات خیرآباد و چشمهٔ بزرگ زینعلی و غیره)

### گل‌ها و گیاهان
- گلسرخ در دهاقان بوفور چه در منازل وچه درمزارع یافت می‌شده است که متأسفانه در حال حاضر رو به کاستی است.
- گل رز دهاقان در رنگ‌های مختلف شهرت دارد (خصوصاً نوع گلخانه‌ای آن)
- گل نسترن (خوشه‌ای رونده)
- بن گل (پایه گلسرخ) اهلی در خانه‌ها و باغ‌ها و به صورت وحشی در صحراها زیاد است.
- گل لاله در رنگ‌های سفید، زرد و صورتی در مزارع و صحراها (خود رو) در اوایل بهار ظاهر می‌شود
- گل لاله سرنکون دهاقان معروفیت دارد (در صحراها و کوهستان‌های اطراف)
- گل حسرت در انواع سفید و صورتی به صورت وحشی در اواخر پائیز از زمین سر می‌زند و شباهتی بگل زعفران دارد
- سنبله به صورت وحشی در اوایل بهار سر می‌زند
- گل زنبق به صورت اهلی در باغچه‌ها و به صورت وحشی در صحراها وجود دارد
- گل ختمی در انواع سفید، صورتی، قرمز در مزارع و صحرا به‌طور خودرو می‌روید و چند ساله است و مصرف داروئی دارد
- گل گاوزبان به صورت خودرو در باغ‌ها و بیابان می‌روید و مصرف داروئی دارد
- نوعی از خانواده گل داوودی زرد در اوایل بهار در کنار جویبارها و چشمه‌ها می‌روید
- گل ارونه در صحراها می‌روید
- گل کلاسیر به صورت سنبله‌ای بنفش و چتری سفید در مزارع و صحراها بوفور یافت می‌شود
- گل موسیر به صورت وحشی در صحراها و کوهستان‌ها می‌روید
- گل خبازی (پنیرک ویا مامیران) مصرف داروئی دارد
- گل بومادران به رنگ زرد و بوی خاصی داردو مصرف داروئی_ رویش خودرو دارد در صحراها و باغ‌ها یافت می‌شود
- آویشن در دونوع زیره‌ای و شیرازی در کوهستان‌ها و بیابان‌ها می‌روید معطر و طعم دهنده است.
- طرپه (ترشک) به صورت خودرو می‌روید و در تهیه آش‌ها و سوپ‌ها مصرف می‌شود